# Jake Eastwood
Jake Eastwood (sinh ngày 3 tháng 10 năm 1996) là một cầu thủ bóng đá người Anh thi đấu ở vị trí thủ môn cho Grimsby Town theo dạng cho mượn từ Sheffield United.